# Tina Križan
Tina Križan (Maribor, 18 de março de 1974) é uma ex-tenista profissional eslovena. 
Especialista em duplas, disputou três Olimpíadas.